# Фікоміцети
Фікоміцети (лат. Phycomycetes, також нижчі гриби — лат. Fungi inferior) — гетерогенна позасистемна група організмів, раніше сприймалася як клас грибів.
Основну частину фікоміцетів становили зигоміцети, крім яких в цю групу також включалися ооміцети, архиміцети та інші грибоподібні організми, звичайним місцем проживання яких є водойми.